# مدرسة الكويت الإنجليزية
مدرسة الكويت الإنجليزية هي مدرسة بريطانية دولية تقع في سلوى، الكويت. تأسست المدرسة في عام 1979. تدرس جميع الفئات العمرية من الإبتدائية إلى الثانوية. المنهج التعليمي للمدرسة يقوم على كل من المنهج البريطاني وكذلك المنهج الموضوع من قبل وزارة التربية والتعليم الكويتية.

## الاعتماد الدولي
تم اعتماد «مدرسة الكويت الإنجليزية» من قبل كل من:
- المجلس الأوروبي للمدارس الدولية (ECIS).
- المدارس البريطانية في الشرق الأوسط (BSME).

## الروابط الخارجية
1. ↑  Kuwait English School. Good Schools Guide International نسخة محفوظة 06 أبريل 2017 على موقع واي باك مشين.

- الموقع الرسمي